# فرضية عالم الحمض النووي الريبوزي

مقارنة بين الرنا (يسار) والدنا (يمين)، توضح شكلهما اللولبي والقواعد المتعلقة بكل منهما.

فرضية عالم الرنا هي مرحلة افتراضية في تاريخ الحياة التطوري على الأرض، كانت فيها جزيئات الرنا المتضاعفة ذاتيا هي السلف قبل تطور الدنا والبروتين حيث تنص الفرضية أن الرنا كان هيئة الحياة الرئيسية قبل ظهور أول خلية تحوي جزيئات دنا.
اقتُرِح مفهوم عالم الرنا أول مرة سنة 1962 بواسطة ألكسندر ريتش ، وصيغ المصطلح بواسطة ولتر غيلبرت سنة 1986 ، كما اقتُرحت فرضيات طرق كيميائية بديلة للحياة على الأرض  ويمكن أن لا تكون الحياة المعتمِدة على الرنا أول أشكال الحياة وجودا ، ورغم ذلك فإن الأدلة على فرضية عالم الرنا قوية كفاية لتلقى الفرضية قبولا واسعا.
يمكن للرنا أن يخزن ويضاعف المعلومة الجينية مثل الدنا، ومثل الإنزيمات البروتينية يمكن لإنزيمات الرنا (الريبوزيم) أن تحفز (تبدأ أو تُسرِّع) التفاعلات الكيميائية الأساسية للحياة ، يتكون أحد المكونات الأساسية للخلية -الريبوسوم- أساسا من الرنا. يمكن أن تكون أجزاء الريبونوكليوتيد في العديد من تميمات الإنزيم مثل: أسيتيل مرافق الإنزيم-أ، الناد، الفاد وتميم الإنزيم F420 بقايا ناجية من تميمات إنزيم المرتبطة تساهميا من عالم الرنا.
رغم أن الرنا ضعيف وغير مستقر كيميائيا، يمكن لبعض جزيئات الرنا القديمة أن تكون طورت القدرة على مثيلة جزيئات رنا أخرى لحمايتها.
لو تواجد عالم الرنا فعليا، فمن المحتمل أن يكون تبعه عصر امتاز بتطور البروتينات النووية الريبوزية (فرضية عالم البروتين النووي الريبوزي) ، والذي بدوره مهد لعصر الدنا والبروتينات الطويلة. يمكن أن يرجع سبب كون الدنا جزيء التخزين الأساسي للمعلومات الوراثية إلى كونه أكثر استقرارا ومتانة من الرنا ، يمكن أن تكون الإنزيمات البروتينية قد حلت مكان إنزيمات الرنا كمحفزات حيوية لوفرة وتنوع موحوداتها لأن ذلك يجعلها متعددة الاستخدامات والوظائف، لأن بعض العوامل المرافقة تحتوي على خصائص كل من النوكليوتيد والحمض الأميني، يمكن أن تكون الأحماض الأمينية، البيبتيدات وأخيرا البروتينات كانت عوامل مرافقة للريبوزيمات.